# Mark Webster (dartsjátékos)
Mark Webster  (St. Aspah, 1983. augusztus 12. –) walesi dartsjátékos, szakkommentátor. 2005-től 2009-ig a British Darts Organisation, majd 2009-től 2019-ig a Professional Darts Corporation tagja. 2008-ban világbajnoki címet szerzett a BDO-nál, 2010-ben harmadik helyen zárta a PDC világbajnokságot. Beceneve "The Spider".

## Pályafutása

### Kezdetek, BDO
Webster 2006-ban kezdte pályafutását a BDO szervezet keretei között. Ebben az évben megnyerte a WDF Europe Cup tornát, valamint a Winmau World Masters tornán is eljutott az elődöntőig. Első világbajnokságán 2007-ben vett részt, ahol az első körben Tony Eccles-től kapott ki 3–0-ra. 2007 májusában legyőzte Phil Taylort az International Darts League csoportküzdelmei során és végül jó teljesítményt nyújtva bekerült a torna döntőjébe. Ellenfele a skót Gary Anderson volt, aki 13–9-re győzte le Webstert és lett végül a torna bajnoka.
A 2008-as világbajnokságon Webster újra jó formában játszott és ennek köszönhetően bejutott a fináléba, ahol Simon Whitlock-kal csapott össze a világbajnoki címért. A mérkőzés végén Webster örülhetett, így mindössze második próbálkozásra megszerezte a világbajnoki címet. Az év további részében 2006 után újra megnyerte a WDF Europe Cup nevű tornát.
2009-ben a világbajnokságon címvédőként csak a második körig jutott, ahol az angol John Waltontól 4–0-ra kikapott.
Webster 2009-ben már nem vett több versenyen részt a BDO-nál és ezután a PDC-nél folytatta pályafutását.

### PDC
Webster 2009 februárjától a PDC játékosa lett, ahol kezdetben nem igazán ment neki a játék.
Első világbajnokságán 2010-ben viszont újra formába jött és egészen az elődöntőig jutott. Az elődöntőben Phil Taylorral mérkőzött meg, de az angol 6–0-ra megnyerte a meccset. Webster így készülhetett a bronzmérkőzésre, amit 1999 után rendeztek meg újból (2010 után sem rendezték meg többet). A mérkőzésen ellenfele az ötszörös világbajnok Raymond van Barneveld volt, akit egy 10 nyert legig tartó mérkőzésen 10–8-ra vert meg.
2011-ben a világbajnokságon meglepetésre megverte Taylort a negyeddöntőben 5–2-re. A negyeddöntőt is sikerrel véve újra elődöntőt játszhatott a világbajnokságon. Ellenfele a későbbi győztes Adrian Lewis volt, aki 6–4-re győzte le Webstert. A világbajnokság után bekerült a legjobb 16-ba a világranglistán és emellett meghívták a Premier League küzdelmeire is. A sorozat nem sikerült túl jól számára és végül az utolsó helyen zárt. A 2011-es UK Open-en legyőzte Co Stompét és Robert Thorntont is. Egészen az elődöntőig jutott, ahol James Wade tudta legyőzni 10–9-re. Ebben az évben még két kiemelt tornán ért el negyeddöntőt, a World Matchplay-en és a World Grand Prix-n. A Players Championship Finals nagytornán is részt vett, ahol megverte Steve Beatont, Justin Pipe-ot, Dave Chisnallt és Wes Newtont is, így Webster életében először bejutott egy kiemelt torna döntőjébe a PDC-nél. A döntőt már nem tudta megnyerni Kevin Painter ellen, aki 13–9-re győzte le Webstert. Kiváló évének köszönhetően a 6. helyre jött fel a világranglistán, így onnan várhatta a 2012-es világbajnokság sorsolását.
Harmadik világbajnokságán a PDC-nél 2012-ben az első körben honfitársa Ritchie Burnett volt az ellenfele. Webster viszonylag gyengén játszott és 3–2-re elvesztette a mérkőzést, így hamar véget ért számára a világbajnokság. Az év további része sem sikerült túl jól számára, legjobb eredménye egy nyolcaddöntőbe jutás volt a World Matchplay-en. Gyenge formája miatt ezúttal a Premier League sorozatba sem hívták meg.
A 2013-as vb-n a 10. helyen volt kiemelt és az első körben Ian White volt az ellenfele, akit 3–1-re győzött le. A második körben a korábbi világelső Colin Lloyd-dal csapott össze, és végül 4–2-es győzelemmel Lloyd jutott a harmadik körbe. A világbajnoksághoz hasonlóan az év további része is borzalmasan sikerült számára és a világranglistán a 10. helyről a 26.-ra csúszott vissza.
A következő világbajnokságon 2014-ben viszont újra korábbi jó formáját tudta hozni, és egészen a negyeddöntőig jutott. Menetelése során legyőzte Mensur Suljović-ot, John Hendersont és Raymond van Barneveldet is. A negyeddöntőben a későbbi világbajnok Michael van Gerwennel játszott, aki 5–3-mal jutott tovább az elődöntőbe. Webster a világbajnokságon nyújtott jó eredmény ellenére is kikerült a világranglistán a legjobb 32-ből. 2014 újra egy nehéz év volt számára. A UK Open-en eljutott a nyolcaddöntőig, de ott esélye sem volt Michael van Gerwen ellen, és végül 9–4-re kikapott a hollandtól. Ez volt az egyetlen nagytornán való részvétele ebben az évben.
A 2015-ös világbajnokság előtt újra visszakerült a legjobb 32-be a világranglistán, és a 31. helyről várhatta a sorsolást. A vb-n az első körben Ron Meulenkamp volt az ellenfele, akit 3–1-re tudott legyőzni. A második körben az ezen a világbajnokságon döntőt játszó Phil Taylor volt, aki 4–0-ra verte Webstert. A 2015-ös World Grand Prix-n Webster 2011 után újra elődöntőt játszhatott egy kiemelt tornán, ahol Michael van Gerwennel szemben alulmaradt végül. A Grand Slam of Darts-on a csoportkörből továbbjutott, és a nyolcaddöntőben Gary Andersont verte meg 10–6-ra. A negyeddöntőben Raymond van Barneveld ellen kapott ki 16–12-re és esett ki végül. Még ebben az évben a World Series of Darts nagytornájára is kvalifikálta magát, ahol a nyolcaddöntőben esett ki van Barneveld ellen. Jó teljesítményének köszönhetően a 22. helyre jött fel a világranglistán.
A 2016-os világbajnokságon a harmadik körig jutott, ahol Alan Norris ellen esett ki. A következő világbajnokságon is a harmadik kör jelentette számára a végállomást, ezúttal Daryl Gurney verte meg 4–3-ra.
Webster számára a 2018-as világbajnokság hamar véget ért, az első körben Paul Lim verte meg 3–2-re.

## Döntői

### BDO nagytornák: 3 döntős szereplés
| Történet                         |
| BDO Világbajnokság (1–0)         |
| Zuiderduin Masters (0–1)         |
| International Darts League (0–1) |

| Eredmény | Sorszám | Év   | Bajnokság                  | Ellenfél a döntőben | Pontok    |
| Döntős   | 1.      | 2007 | International Darts League | Gary Anderson       | 9–13 (sz) |
| Döntős   | 2.      | 2007 | Zuiderduin Masters         | Gary Anderson       | 4–5 (sz)  |
| Győztes  | 1.      | 2008 | BDO Világbajnokság         | Simon Whitlock      | 7–5 (sz)  |

### PDC nagytornák: 1 döntős szereplés
| Eredmény | Sorszám | Év   | Bajnokság                   | Ellenfél a döntőben | Pontok   |
| Döntős   | 1.      | 2011 | Players Championship Finals | Kevin Painter       | 9–13 (l) |

### PDC csapatversenyek: 2 döntős szereplés
| Eredmény | Sorszám | Év   | Bajnokság          | Ország | Csapattárs   | Ellenfél a döntőben                                     | Pontok  |
| Döntős   | 1.      | 2010 | World Cup of Darts | Wales  | Barrie Bates | Hollandia (Raymond van Barneveld és Co Stompé)          | 2–4 (p) |
| Döntős   | 2.      | 2017 | World Cup of Darts | Wales  | Gerwyn Price | Hollandia (Michael van Gerwen és Raymond van Barneveld) | 1–3 (m) |

1. 1 2 3  (l) = pontszám legekben, (sz) = pontszám szettekben, (p) = pontszám pontokban, (m) = pontszám mérkőzésekben.

## További tornagyőzelmei
| Players Championships - Players Championship (GER): 2010 | - Canadian Open: 2007 - Northern Ireland Open: 2006 - Portland Open: 2011 - Wales Classic: 2007 - Welsh Open: 2007 - Phase five MODUS Online darts League 3: 2021 |

## Világbajnoki szereplései

### BDO
- 2007: Első kör (vereség  Tony Eccles ellen 0–3)
- 2008: Győztes ( Simon Whitlock ellen 7–5)
- 2009: Második kör (vereség  John Walton ellen 0–4)

### PDC
- 2010: Elődöntő (vereség  Phil Taylor ellen 0–6); 3. hely a "bronzmeccsen" (győzelem  Raymond van Barneveld ellen 10–8 (leg))
- 2011: Elődöntő (vereség  Adrian Lewis ellen 2–4)
- 2012: Első kör (vereség  Richie Burnett ellen 2–3)
- 2013: Második kör (vereség  Colin Lloyd ellen 2–4)
- 2014: Negyeddöntő (vereség  Michael van Gerwen ellen 3–5)
- 2015: Második kör (vereség  Phil Taylor ellen 0–4)
- 2016: Harmadik kör (vereség  Alan Norris ellen 1–4)
- 2017: Harmadik kör (vereség  Daryl Gurney ellen 3–4)
- 2018: Első kör (vereség  Paul Lim ellen 2–3)